# Chile en nogada

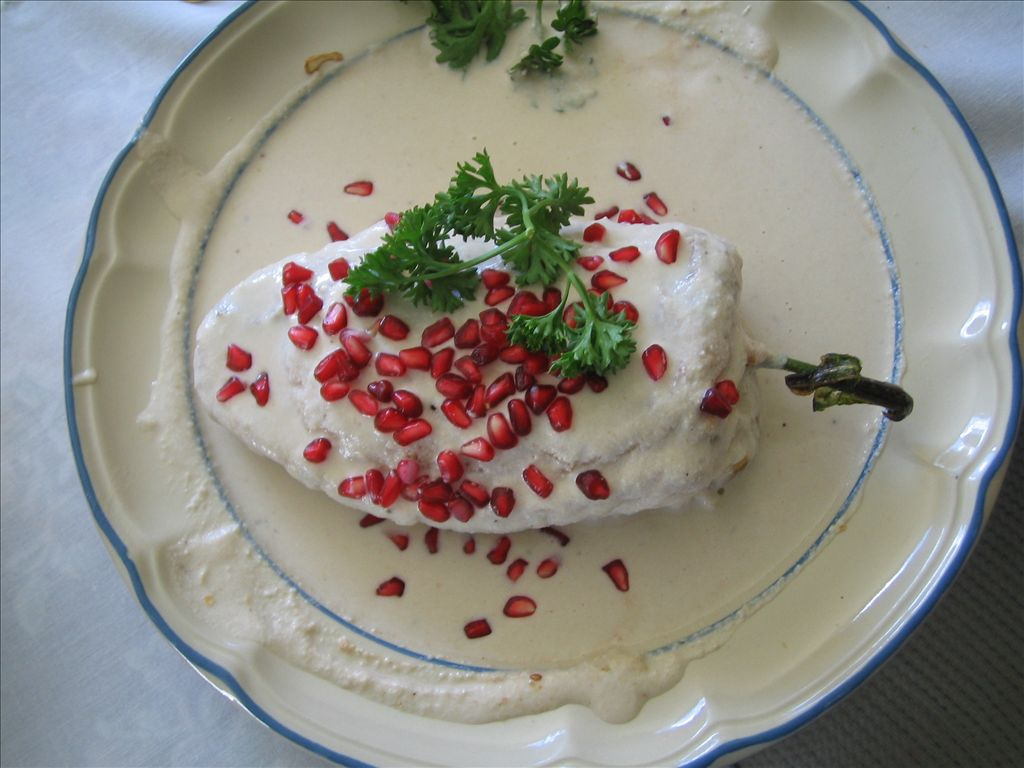
Chile en nogada

Chile en nogada – tradycyjne danie kuchni meksykańskiej, spożywane w okolicy Dnia Niepodległości – ze względu na symbolikę, obejmującą kolory meksykańskiej flagi: zieloną paprykę chili faszerowaną mieszanką mięsa, owoców i przypraw, biały sos orzechowo-mleczny i czerwone ziarna granatu.